# كنزة الفراتي
كنزة الفراتي هي عارضة أزياء تونسية. ظهرت في غلاف مجلة سبورتس إلسترايتد، وهي أول تونسية تظهر على غلافها. أثار ظهورها على غلاف مجلة تونيفيزيون التونسية في رمضان 2011 استياء كبيرا من عديد التونسيين للوضعية شبه العارية التي صُورت فيها..

## النشأة
ولدت كنزة الفراتي في ليل بفرنسا وأبوها هو كمال الفراتي. وانتقلت إلى تونس عندما كان عمرها شهران. جدها هو جراح القلب محمد الفراتي الذي قام بأول عملية زرع قلب في تونس في 1993.

## روابط خارجية
- كنزة الفراتي على موقع IMDb (الإنجليزية)